# 曼吉夫·辛格·普里
曼吉夫·辛格·普里（1959年12月3日—），印度前外交官，曾任印度駐尼泊爾大使，印度驻比利时、卢森堡和欧洲联盟大使，印度常驻联合国大使衔副代表。

## 经历
曼吉夫·辛格·普里生于1959年12月3日。普里在德里聖斯蒂芬學院取得經濟學榮譽學士學位，此外還擁有管理學碩士學位。在從事外交工作前，普里曾在印度斯坦联合利华工作。
1982年进入印度外事服务部，选择德语作为必修外语。他曾兩次被派駐德國工作（1984至1986年在波恩，1991年至1994年在柏林），他是1991年至1992年在德國印度節的協調員，並且在德國建立了印度文化中心。此外，普里还曾在曼谷（1986年至1989年）、加拉加斯（1989年至1991年）、开普敦（1998年至2002年）、马斯喀特（2002年至2005年）任职，并于1994年1998年担任外交部礼宾司副司长，负责高级别访问事务。
2005至2009年間，普里擔任外交部聯合國司負責人，負責處理經濟和社會議題。他负责的事务包括全球经济和发展问题、环境、气候变化、可持续发展、人权、移民、人道主义事务以及与教科文组织有关的事务。2005年起，普里密切參與印度參加八國集團同五國峰會的工作，並率領印度代表團出席2007年7月在布魯塞爾舉行的全球移民与发展论坛第一次會議，以及印度在人權理事會提交的各種報告。普里还积极参与可持续发展和环境问题，并担任2012年6月在巴西里约热内卢举行的联合国可持续发展大会印度代表团的首席谈判代表。他是亚太清洁发展和气候伙伴关系理事会成员，也是印度最知名的环境组织能源与资源研究所（TERI）咨询委员会成员。
2009年至2013年，任印度常驻联合国紐約副代表、大使。2011年至2012年印度担任联合国安全理事会非常任理事国期间，他是印度安全理事会团队的高级成员。2014年1月2日至2017年3月21日，普里被派駐布魯塞爾，出任駐歐盟、比利時和盧森堡大使。2014年2月13日，向比利时国王递交国书；6月18日，向卢森堡大公递交国书；1月15日和2月6日，分别向歐盟高峰會主席和欧洲联盟委员会主席递交国书。
2017年3月10日，普里被任命为下一任印度驻尼泊尔大使，接替兰吉特·拉伊。2017年3月25日，出任印度驻尼泊尔大使。3月26日，向尼泊爾總統遞交國書。2019年12月底，普里卸任大使一职并从外事服务部退休。尼泊尔外交官评价普里的大使任期是成功而谨慎的。他被认为是一个遵从印度政府指示，遵守礼节和尼泊尔政府规则的大使，缓和了印度-尼泊尔关系。

## 个人生活
已婚，育有两子。